# 위메이드플레이
위메이드플레이(Wemade Play Corp)는 2009년에 설립된 대한민국의 게임 회사다. 디즈니팝을 제외한 모든 게임이 카카오 게임이다.

## 게임 목록

### 애니팡 시리즈
- 애니팡
- 애니팡2
- 애니팡3
- 애니팡4
- 애니팡 노점왕
- 애니팡 사천성
- 애니팡 터치
- 애니팡 맞고
- 애니팡 섯다
- 애니팡 포커
- 상하이 애니팡

### 기타
- 아쿠아스토리
- 스누피 틀린그림찾기
- 위 베어 베어스 더 퍼즐
- 디즈니 팝 타운
- 니모의 오션라이프
- BT21 팝스타